# William Robert Jarvis
William Robert Jarvis (1927) es un botánico, curador y micólogo canadiense que trabajó en la Estación de Investigaciones de Harrow, Ontario.

## Algunas publicaciones
- s.k. Khosla, william r. Jarvis, a.p. Papadopoulos. 1988. Gummy stem blight of greenhouse cucumbers. Editor Ontario. Ministry of Agriculture and Food, 1 pp.

- michael Corlett, william r. Jarvis, i.a. MacLatchy. 1986. Didymella bryoniae. N.º 303 de Fungi Canadenses. Editor National Mycological Herbarium, 2 pp.

- william r. Jarvis. 1983. Onion neck rot. Editor Ontario. Ministry of Agriculture and Food, 1 pp.

### Libros
- william r. Jarvis. 2007. Control De Enfermedades En Cultivos De Invernadero. Edición ilustrada de Mundi-Prensa Libros, S.A. 336 pp. ISBN 8471146843

- --------------------. 1992a. Managing diseases in greenhouse crops. Edición ilustrada de APS Press, 288 pp. ISBN	0890541221

- --------------------. 1992b. Cucumber diseases. Agriculture Canada publication; 1684/E. Edición revisada de Communications Branch, Agriculture Canada, 49 pp. ISBN 0662198670

- --------------------, colin d. McKeen. 1991b. Tomato diseases. Agriculture Canada publication; 1479/E. Edición revisada de Communications Branch, Agriculture Canada, 70 pp.

- j.r. Coley-Smith, willims r. Jarvis, k. Verhoeff. 1980. The Biology of Botrytis. Edición ilustrada de Academic Press, 318 pp. ISBN 012179850X

- william r. Jarvis, v.w. Nuttall. 1979. Cucumber diseases. Publication (Canada. Dept. of Agriculture). Editor Research Station, 42 pp.

- --------------------. 1977. Botryotinia and Botrytis species: taxonomy, physiology, and pathogenicity: a guide to the literature. N.º 15 de Monograph (Canada. Dept. of Agriculture. Research Branch). Editor Research Branch, Canada Dept. of Agriculture: Information Division, 195 pp.

- La abreviatura «Jarvis» se emplea para indicar a William Robert Jarvis como autoridad en la descripción y clasificación científica de los vegetales.[2]